# Rejska
Rejska je zaniklá usedlost v Praze 8-Libni v ulici V Holešovičkách, s původním čp. 96.

## Historie
Usedlost stála v Horní Libni na pravém břehu potoka severozápadně od Rokosky. Tvořila ji podélná jižní budova a stavení na západní straně dvora. Cesta k ní vedla od usedlosti Kolínská a také z jihu od Rokosky. Doloženým vlastníkem byla v polovině 18. století pražská jezuitská kolej.
Rejska stála ještě roku 1912. Podél ní vedla nově vzniklá ulice (V Holešovičkách) a v jejím okolí začínala výstavba rodinných domů. Usedlost poté zanikla.